# Ном (Аляска)

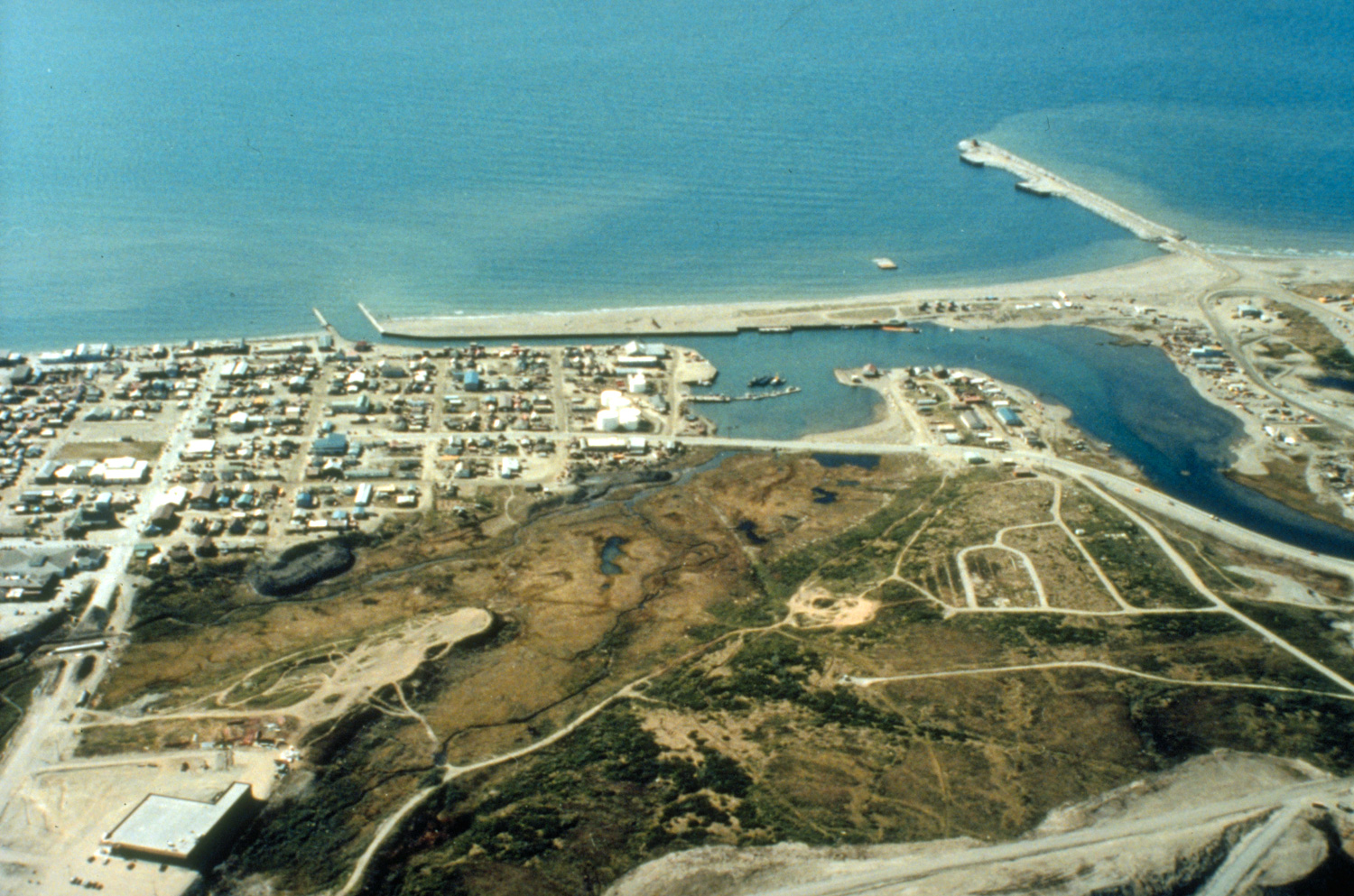
Ном с высоты птичьего полёта

Ном (англ. Nome [ˈnoʊm], эским. Siqnazuaq) — город в штате Аляска США. Является центром одноимённой зоны переписи. По данным переписи населения 2014 года, население города составляет 3788 человек.

## География
Находится на южном побережье полуострова Сьюард в заливе Нортон-Саунд Берингова моря. В 5 км в залив впадает одноимённая река Ном.

## История
Город был основан как место проживания золотодобытчиков, хотя археологические раскопки свидетельствуют, что на месте города ранее было поселение инупиатов. Уже через год после основания в 1899 году его население составило около 10 тысяч жителей. По переписи 1900 года — 12 488 человек. Однако по некоторым оценкам в период 1900—1909 годов в городе проживало около 20 тысяч человек, что делало его крупнейшим населённым пунктом на Аляске. К 1910 году население города сократилось до 2600 человек, а к 1934 году до менее чем 1500.
В годы Второй мировой войны Ном был последней остановкой для самолётов США, выполнявших рейсы в СССР по программе ленд-лиза.
Город известен также как конечный пункт самых престижных в мире гонок на собачьих упряжках Айдитарод (от Анкориджа до Нома, 1868 км), посвящённых Великой гонке милосердия 1925 года.

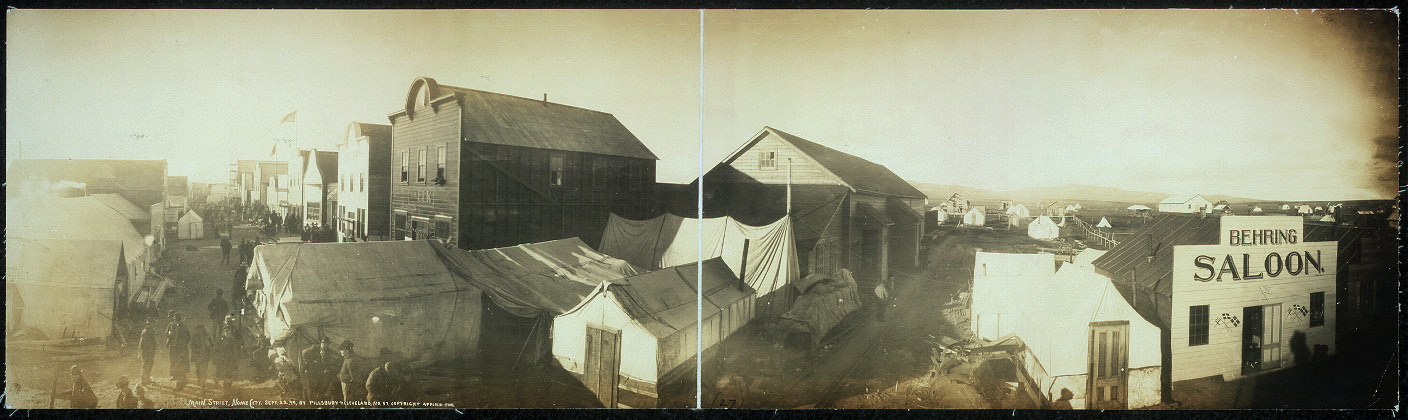
Ном в сентябре 1899 года

## Климат
Климат в городе холодный. Только два месяца в году средняя температура превышает плюс 10°С, средняя температура февраля -15,6 °C, среднегодовая температура -3,2 °C. В год выпадает в среднем 386 мм осадков, летом — в виде дождя, зимой в виде снега.
| Показатель                    | Янв.  | Фев.  | Март  | Апр.  | Май   | Июнь | Июль | Авг. | Сен.  | Окт.  | Нояб. | Дек.  | Год   |
| ----------------------------- | ----- | ----- | ----- | ----- | ----- | ---- | ---- | ---- | ----- | ----- | ----- | ----- | ----- |
| Абсолютный максимум, °C       | 10,6  | 8,9   | 6,7   | 15,6  | 25,6  | 28,3 | 30,0 | 28,3 | 21,7  | 15,0  | 10,1  | 6,1   | 30,0  |
| Средний суточный максимум, °C | −10,5 | −9,2  | −7,5  | −2,5  | 6,2   | 12,7 | 14,6 | 13,3 | 9,3   | 1,4   | −4,9  | −8,4  | 1,2   |
| Средняя температура, °C       | −14,9 | −13,7 | −12,1 | −6,4  | 2,7   | 8,8  | 11,2 | 10,1 | 6,0   | −1,8  | −8,4  | −12,5 | −2,6  |
| Средний суточный минимум, °C  | −19,3 | −18,1 | −16,6 | −10,3 | −0,8  | 4,8  | 7,9  | 6,8  | 2,7   | −5    | −11,8 | −16,6 | −6,4  |
| Абсолютный минимум, °C        | −47,8 | −41,1 | −43,3 | −34,4 | −23,9 | −6,7 | −2,2 | −5   | −12,8 | −23,3 | −39,4 | −41,1 | −47,8 |
| Норма осадков, мм             | 24    | 24    | 17    | 19    | 22    | 25   | 54   | 82   | 62    | 41    | 31    | 27    | 428   |
| Источник: Погода и климат     |       |       |       |       |       |      |      |      |       |       |       |       |       |

## Эпидемия

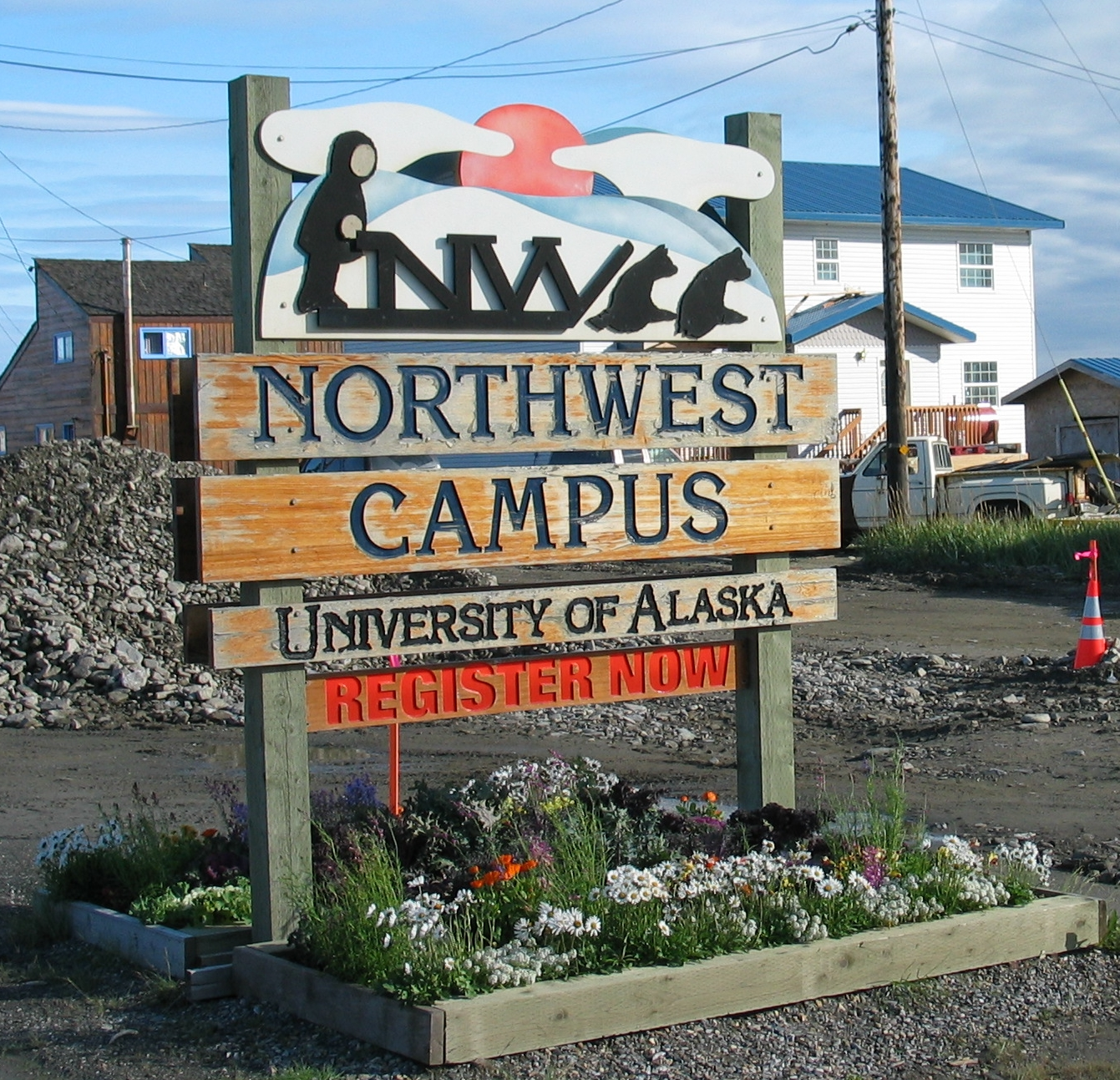
Северо-западный кампус Университета Аляски

В начале 1925 года в Номе началась эпидемия дифтерии, грозившая уничтожить население города. Необходимого для её предотвращения количества сыворотки в городе не было, а из-за сложных метеоусловий доставить её в город по воздуху не представлялось возможным. Было решено доставить сыворотку в город при помощи собачьих упряжек, которые бы на всём протяжении от города Ненана (куда доставили сыворотку на поезде, более 1000 км от Нома), сменяли друг друга. 5,5-дневный заезд в условиях штормовой погоды по доставке антидифтерийной сыворотки в Ном, в котором приняли участие 20 каюров и около 150 собак получил название Великой гонки милосердия. Последний этап гонки (85 км) выпал на долю Гуннара Каасена и его упряжки, ведомой хаски Балто, и принёс последнему наибольшую известность.
В честь Великой гонки милосердия 1925 года начиная с 1973 года проводятся гонки на собачьих упряжках Айдитарод от Анкориджа до Нома протяжённостью 1868 км.

## Строительство глубоководного порта
46-й Президент США Джо Байден утвердил одобренный в январе конгрессом план по созданию глубоководного морского порта Ном на Аляске. Согласно плану проектирование строительства объекта начнётся в марте 2021 года и продолжится в течение двух лет. Стоимость строительства объекта составит порядка 505 млн долларов из них 379 млн оплатит инженерный корпус армии США, а 126 млн администрация города Ном.
Одобрению плана строительства порта предшествовала публикация ВМС США своей новой арктической стратегии «Голубая Арктика» в начале января 2021 года. В стратегии указаны основные противники США в Арктике: Россия и Китай. По мнению американских военных экспертов, создание глубоководного порта на Аляске будет способствовать повышению безопасности США в Арктике и не позволит России осуществлять контроль над Северным морским путем.